# 地圖集
地圖集指的是在一本書內收錄多幅地圖的出版物。
世界上第一部地圖集是古希臘地理學家托勒密在2世紀編著的，后來又于1477年在義大利的博洛尼亞再版，共收錄了27幅地圖。隨後伴隨著地理大發現，人們獲得的地理知識越來越多，地圖集也隨著地圖的發展而普及。現代的地圖集，已經跟隨讀者的需要而變得類型繁多，如交通地圖等。還有被用作教科書，專門面向學生的地圖集。另一方面，地圖集的出版載體也隨著科技發展而多樣化。光盘與網際網路也成為了地圖集的載體。